# 수영장으로 간 남자들
《수영장으로 간 남자들》(프랑스어: Le Grand Bain)은 프랑스에서 제작된 질 를루슈 감독의 2018년 코미디, 드라마 영화이다. 마티외 아말리크 등이 주연으로 출연하였다. 2018년 칸 영화제에서 상영되었다.

## 출연

### 주연
- 마티외 아말리크
- 기욤 카네
- 브누아 풀보르드

### 조연
- 비르지니 에피라
- 레일라 베크티
- 장위그 앙글라드
- 필리프 카트린

## 기타
- 음향: 구에놀레 르 보르뉴